# شحن (المهرة)

تعديل مصدري - تعديل

مركز شحن هي إحدى قرى عزلة حبروت بمديرية شحن التابعة لمحافظة المهرة، بلغ تعداد سكانها 427 نسمة حسب تعداد اليمن لعام 2004.